# Syssphinx
Syssphinx este un gen de molii din familia Saturniidae. 

## Specii
- Syssphinx albolineata (Grote & Robinson, 1866) (Texas, Mexic)
- Syssphinx amena (Travassos, 1941) (Ecuador)
- Syssphinx bicolor (Harris, 1841) (nordul și estul Statelor Unite, Mexic)
- Syssphinx bidens (W. Rothschild, 1907) (Ecuador)
- Syssphinx bisecta (Lintner, 1879) (nordul și estul Statelor Unite,)
- Syssphinx blanchardi (Ferguson, 1971) (Texas)
- Syssphinx chocoensis Lemaire, 1988
- Syssphinx colla Dyar, 1907 (Mexico)
- Syssphinx colloida (Dyar, 1925) (Mexico)
- Syssphinx digueti (Bouvier, 1929) (Mexico)
- Syssphinx erubescens (Boisduval, 1872)
- Syssphinx gadouae (Lemaire, 1971)
- Syssphinx gomezi Lemaire, 1984 (Mexico)
- Syssphinx heiligbrodti (Harvey, 1877) (Texas, Mexico)
- Syssphinx hubbardi Dyar, 1903 (Texas, New Mexico, Arizona California)
- Syssphinx jasonoides (Lemaire, 1971)
- Syssphinx malinalcoensis (Lemaire, 1975) (Mexico)
- Syssphinx mexicana (Boisduval, 1872) (Mexico)
- Syssphinx modena Dyar, 1913 (Mexico)
- Syssphinx molina (Cramer, 1780) (Mexico, Guatemala și Surinam)
- Syssphinx montana (Packard, 1905) (Arizona, Mexico)
- Syssphinx ocellata (W. Rothschild, 1907)
- Syssphinx pescadori Lemaire, 1988 (Mexico)
- Syssphinx quadrilineata (Grote & Robinson, 1867) (din Mexico până în Panama, Venezuela, Guatemala, Ecuador)
- Syssphinx raspa (Boisduval, 1872) (Arizona, Mexico)
- Syssphinx smithi (Druce, 1904)
- Syssphinx thiaucourti (Lemaire, 1975)
- Syssphinx xanthina Lemaire, 1984 (Guatemala)
- Syssphinx yucatana (Druce, 1904) (Mexico)